# Diocles (wiskundige)
Diocles (Oudgrieks Διοκλῆς) (ca. 240 v.Chr. - ca. 180 v.Chr.) was een oud-Griekse wis- en meetkundige.

## Leven en werk
Hoewel er niet veel bekend is over het leven van Diocles, was hij een tijdgenoot van Apollonius van Perga. Hij was eind 3e eeuw, begin 2e eeuw v.Christus in de kracht van zijn leven.  
Diocles wordt verondersteld de eerste persoon te zijn geweest die de brandpunteigenschap van de parabool zou hebben bewezen. 
Zijn naam is ook verbonden aan de meetkundige kromme die de cissoïde van Diocles wordt genoemd. Deze kromme werd door Diocles gebruikt om het probleem van de verdubbeling van de kubus op te lossen. Op deze kromme werd door Proclus gezinspeeld in diens commentaar op Euclides. Reeds in het begin van de 1e eeuw werd deze cissoïde door Geminus aan Diocles toegeschreven. 